# Robert Klark Graham
Robert Klark Graham (Harbor Springs, 9 juni 1906 – 13 februari 1997) was een Amerikaans eugeneticus, zakenman en miljonair. Hij werd rijk dankzij zijn uitvinding van onbreekbare plastic brillenglazen. Hij was tevens de oprichter van de "Repository for Germinal Choice", een spermabank voor genieën. Hij hoopte hiermee een kweekprogramma van hoogintelligente kinderen op te zetten.

## Biografie
Graham richtte zijn "spermabank voor genieën" op in 1980. Aanvankelijk wilde hij alleen sperma van Nobelprijswinnaars, maar zulke donoren waren schaars. Sommigen wilden niet meewerken, anderen waren te oud waardoor hun sperma niet meer bruikbaar was voor inseminatie. Hierdoor werd hij gedwongen zijn criteria breder te maken. 
Toch bleven de criteria veeleisend en veelvoudig: De spermaontvangsters moesten getrouwd zijn, donors moesten hoge IQ-cijfers kunnen voorleggen of betekenisvolle atleten zijn et cetera.
Tegen 1983 had de spermabank 19 hoogbegaafde donors, waaronder William Bradford Shockley, winnaar van de Nobelprijs voor Natuurkunde in 1956 en hevige voorstander van eugenetica. Er waren ook minstens twee andere (weliswaar anonieme) Nobelprijswinnaars die deelnamen aan het project.
De spermabank werd opgedoekt in 1999, twee jaar na Grahams dood. Dankzij het programma werden 218 kinderen verwekt. Grahams doel was om de mensheid te verbeteren (in genetische zin). Hij was hevig voorstander van de "positieve eugenetica", bedoeld om het aantal "fitte" mensen in de maatschappij te verhogen door selectieve kweekprogramma's. Eugenetica is hoogst pejoratief gezien de Nazi-eugenetica en Lebensborn tijdens de Tweede Wereldoorlog en Grahams spermabank was daarom controversieel.